# Täuschblume

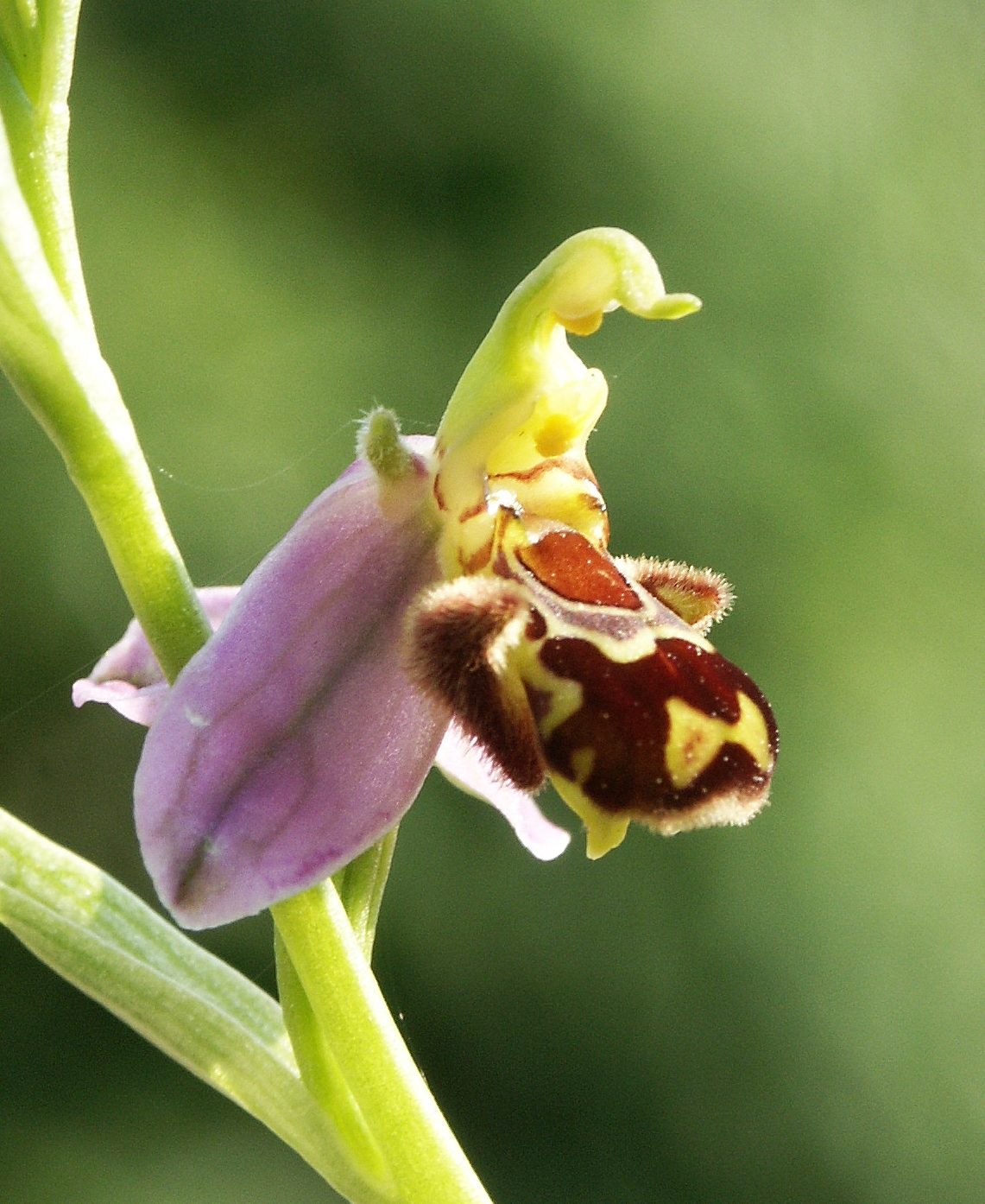
Die Bienenragwurz imitiert als Täuschblume geruchlich und optisch weibliche Bienen.

Täuschblumen locken Bestäuber an, indem sie entweder deren Futtersuch-, Eiablage- oder sexuelles Verhalten ausnutzen. Täuschblumen können in ihrem äußeren Erscheinungsbild einer Nahrungsquelle gleichen, ohne jedoch dabei Nektar an ihre Bestäuber abzugeben. Manche Pflanzen täuschen auch vor, ein Eilegesubstrat oder ein Sexualpartner zu sein. Das Tier bekommt also keine Belohnung von der Pflanze, die Pflanze hingegen zieht einen Vorteil daraus: Sie wird bestäubt. Auch imitieren sie Tiere des anderen Geschlechts oder von anderen Arten.
90 Prozent aller Arten mit Täuschblumen gehören zur Familie der Orchideen, in der sie etwa ein Drittel der Gesamtartenzahl stellen. Beispiele für Täuschblumen, die nicht zu den Orchideen gehören, sind die Zwerg-Schwertlilie, die Gewöhnliche Haselwurz, Orbea schweinfurthii und Stapelia flavopurpurea.
Die Tieranlockung erfolgt sehr unterschiedlich: Die meisten Orchideen imitieren mit ihrem Geruch Nektarquellen, Aas, Dung oder Pilze, um Bienen, Fliegen, Mücken oder Käfer als Bestäuber anzulocken (Zoophilie). Manche Orchideen wirken auch optisch auf Bestäuber, indem sie einem Pilz als Nahrungsquelle ähneln (Pilzmimeten) (wie im Fall von Bulbophyllum lobbii), oder Geschlechtspartner imitieren (wie im Fall von Bienen-, Fliegen- und Spinnenragwurz). Andere Orchideen (Oncidium spec.) ziehen Bienen an, indem sie mit Geruch und Optik Territorialkämpfe provozieren. Die in Südchina vorkommende Art Dendrobium sinense lockt Hornissen an, indem sie ein Alarmpheromon von Bienen abgibt, die zu den Beutetieren der Hornissen gehören.